# Akshara
Akshara é um termo sânscrito que significa imóvel, imperturbável.  Ele também é um personagem da mitologia hindu. Seu símbolo é om (). 
Imperesível; nome de Brahman, unido a Shiva e Vishnu, definindo a trindade hindu constituindo o mahamanvantara. 
No Bhagavad Gita (15:16-17): Krishna diz a Arjuna que existem dois tipos de Purushas no mundo -- kshara e akshara -- os perisiveis e o imperisivel; que todos os seres são kshara no sentido usado pelo filósofo Grego Heraclitus: panta rhei (tudo flui), apenas o que não morre e akshara  
Mas o maior Purusha é outro, o paramatman (atman supremo).